# Friedrich Beust
Friedrich Karl Ludwig von Beust (* 9. August 1817 in Amorbach; † 6. Dezember 1899 in Zürich) war deutscher Soldat und 48er Revolutionär, später Schweizer Reformpädagoge.

## Leben
Beust war der jüngste Sohn des preussischen Majors Karl Alexander von Beust-von Tubeuf (1773–1856). Aufgewachsen im östlichen Odenwald, unweit der unterfränkischen Mainstadt Miltenberg begann er sich früh für die Natur zu interessieren. 1834, mit 17, trat er als Offiziersanwärter in die preussische Armee ein. In den 1840er Jahren setzte er sich zunehmend kritisch mit den Zuständen im preussischen Militär auseinander. Unter dem Eindruck der Ereignisse des Jahres 1848 nahm er seinen Abschied und wurde entschiedener Demokrat. Beust übernahm für kurze Zeit die Redaktion der republikanischen „Neuen Kölnischen Zeitung“, als deren Herausgeber Fritz Anneke verhaftet wurde, und wurde parallel dazu Kommandant der Kölner Bürgerwehr. Als über Köln der Belagerungszustand verhängt wurde, floh Beust über Brüssel nach Paris. 1849 beteiligte er sich am Aufstand im Herzogtum Baden und gelangte nach dessen Scheitern auf der erneuten Flucht vor den preussischen Truppen im selben Jahr nach Zürich.
Beust wurde sogleich Lehrer an der ehemaligen „Erziehungs- und Pensionsanstalt von Karl Fröbel“, die er 1854 übernahm und unter dem Namen „Erziehungsanstalt von F. Beust“ bis 1894 führte. Er entwickelte die Schule zu einer Tagesschule mit naturwissenschaftlichem Schwerpunkt. „Die Grundlagen des erziehenden Unterrichts bildet der Gedanke, dass den Kindern nichts aufgezwungen werde, sondern dass diese durch eigene, freiwillige Arbeit sich Kenntnisse erringen; es wird in ihnen das Bedürfnis nach Wissen geweckt und sie werden zu schaffender Arbeit angeleitet.“ Er betonte die realistischen Schulfächer mit der Mathematik im Zentrum und eine Orientierung an den empirischen Wissenschaften. Er veröffentlichte etliche Schriften zu seinen pädagogischen und militärischen Prinzipien.
Im Jahr 1854 heiratete er Anna Emile Lipka (1827–1900), eine Cousine von Friedrich Engels. Sie hatten zwei Söhne; Fritz von Beust (1856–1908) war Botaniker und übernahm 1894 die Schule, Adolf von Beust (1855–1929) wurde Arzt und praktizierte in Zürich. Friedrich Beust war von 1866 bis 1870 Mitglied der Ersten Internationale. Im Januar 1871 erhielt er das Bürgerrecht der Stadt Zürich. In Zürich ist der Beustweg nach ihm benannt. Beust verzichtete auf die Führung des Adelsprädikats von in seinem Namen.

## Werke
- Erstes Schulbuch für den Schreibleseunterricht: Lehrmittel der Erziehungsanstalt von F. Beust. Zürich 1861.[9]
- Der wirkliche Anschauungsunterricht auf der untersten Stufe der Größenlehre. 1865.
- Der wirkliche Anschauungsunterricht auf das Schreiben und Lesen angewendet. Erster Theil. Schreiblesebuch. 1867.
- Grundzüge der Organisation eines Volksheeres. Zürich, Verlags-Magazin, 1867[10]
- Die Grundgedanken von Pestalozzi und Fröbel in ihrer Anwendung auf Elementar- und Sekundarschulstufe. 1881.
- Das Relief in der Schule. 1881.
- Die pädagogische Schulreise. 1885.
- Die körperlichen Eigenschaften der Dinge als Grundlage der Erziehung. 1897.
- Betrachtungen über Steuern und Steuergesetz in Zürich. O.O., ca. 1898.